# Le Reposoir
Le Reposoir é uma comuna francesa na região administrativa de Auvérnia-Ródano-Alpes, no departamento da Alta Saboia. Estende-se por uma área de 37.36 km². Em 2010 a comuna tinha 549 habitantes (densidade: 14,7 hab./km²).